# Hana
Hana je ženské křestní jméno, odvozené stejně jako Hannah a Anna od hebrejského jména חַנָּה Chana, Channa s významem „přízeň, milost“. Ze Starého zákona je známá jako matka proroka Samuela. V japonském jazyce 花 nebo 華 znamená „květina“. V arabském jazyce znamená blažená, šťastná.
Podle českého kalendáře má Hana svátek (jmeniny) 15. srpna.
Ve 20. století patřilo toto jméno k nejoblíbenějším.

## Domácké podoby
Hanka, Hanička, Hanča, Haninka, Haňule, Hani, Háňa, Hany, Haňďa, Gaňula
Cizojazyčné varianty: Hania, Hannah, Hannele.

## Statistické údaje
Následující tabulka uvádí četnost jména v ČR a pořadí mezi ženskými jmény ve srovnání dvou roků, pro které jsou dostupné údaje MV ČR – lze z ní tedy vysledovat trend v užívání tohoto jména:
| Rok  | Četnost | Pořadí |
| 1999 | 152 216 | 5.     |
| 2002 | 152 215 | 5.     |
| 2006 | 151 444 | 5.     |
| 2016 | 145 901 | 13.    |

Změna procentního zastoupení tohoto jména mezi žijícími ženami v ČR v letech 1999–2002 byl +0,8%. Fakt, že procentní zastoupení stoupalo, ačkoliv absolutní počet se téměř neměnil, je třeba číst tak, že došlo k poklesu celkového počtu žen v ČR.

## Známé nositelky
- Hana Andronikova (1967–2011), česká spisovatelka
- Hana Aulická Jírovcová (*1981), česká politička
- Hana Garde Bajtošová (*1984), slovenská reprezentantka v MTBO
- Hana Baroňová (*1984), česká herečka
- Hana Bartková (*1960), česká regionální historička
- Hana Benešová (1885–1974), manželka prezidenta Edvarda Beneše
- Hana Benešová (*1975), česká atletka
- Hana Benoniová (1868–1922), česká herečka
- Hana Blažíková (*1980), česká sopranistka a harfenistka
- Hana Bobková (*1929), česká sportovní gymnastka a olympijská medailistka
- Hana Bořkovcová (1927–2007), česká spisovatelka
- Hana Bradyová (1931–1944), židovská dívka zahnylá v koncentračním táboře v Osvětimi
- Hana Brejchová (*1946), česká herečka
- Hana Brixi, česká ekonomka a odbornice na veřejnou politiku
- Hana Brůhová (*1960), československá hráčka basketbalu
- Hana Burešová (*1959), česká divadelní režisérka
- Hana Buštíková (*1950), česká zpěvačka
- Hana Cavallarová (1863–1946), česká operní pěvkyně-sopranistka
- Hana Černá-Netrefová (*1974), bývalá česká plavecká reprezentantka
- Hana Čížková (*1953), česká herečka
- Hana Dariusová (*1973), česká reprezentantka ve veslování
- Hana Dohnálková (*1980), česká muzikoložka, houslistka a hudební pedagožka
- Hana Doskočilová (1936–2019), česká spisovatelka
- Hana Dostalová (1890–1981), česká malířka, ilustrátorka, textilní a sklářská návrhářka
- Hana Doupovcová (*1959), česká politička
- Hana Doušová-Jarošová (*1949), československá hráčka basketbalu
- Hana Drábková (1924–2015), česká psycholožka
- Hana Dumková (1851–1920), česká spisovatelka
- Hana Dýčková (*1955), česká a československá politička
- Hana Entlerová (*1953), česká pedagožka a bývalá politička
- Hana Ezrová (1927–2020), československá hráčka a funkcionářka basketbalu
- Hana Fillová (1890–1958), česká malířka
- Hana Frejková (*1945), česká herečka a zpěvačka německo-židovského původu
- Hana Gerzanicová (*1928), česká spisovatelka, básnířka, překladatelka, pedagožka
- Hana Gregorová (*1952), československá herečka, moderátorka a divadelní manažerka
- Hana Gregorová (1885–1958), slovenská spisovatelka
- Hana Hegerová (1931–2021), česká zpěvačka a šansoniérka
- Hana Heřmánková (*1963), česká moderátorka
- Hana Holcnerová (*1960), česká (brněnská) aktivistka, politička a publicistka
- Hana Holišová (*1980), česká herečka
- Hana Horáková (*1979), česká basketbalová reprezentantka
- Hana Horecká (*1954), česká country zpěvačka, kytaristka, textařka, skladatelka a moderátorka
- Hana Janků (1940–1995), česká operní pěvkyně–sopranistka
- Hanka Jelínková (*1961), česká spisovatelka, překladatelka, podnikatelka a pedagožka
- Hana Jiříčková (*1991), česká topmodelka
- Hana Jonášová (*1966), česká sopranistka
- Hana Kantorová (*1954), česká a československá politička
- Hana Klenková (1905–1992), autorka próz pro mládež i pro dospělé, překladatelka z angličtiny a publicistka
- Hana Kofránková (*1949), česká režisérka a pedagožka
- Hana Veronika Konvalinková (*1973), česká politička a učitelka
- Hana Marie Körnerová (*1954), česká spisovatelka
- Hana Kotková (*1967), česká houslistka
- Hana Kousalová (*1963), česká moderátorka, dramaturgyně a scenáristka
- Hana Králíčková (*1934), česká a československá politička
- Hana Křížková (*1957), česká herečka a zpěvačka
- Hana Kučerová-Záveská (1904–1944), česká architektka, návrhářka nábytku a publicistka
- Hana Kulhánková (*1977) – česká filmová odbornice, ředitelka festivalu dokumentárních filmů o lidských právech Jeden svět
- Hana Kvapilová (1860–1907), česká herečka
- Hana Lagová (*1941), česká politička
- Hana Librová (*1943), česká bioložka, socioložka a environmentalistka
- Hana Lišková (*1952), československá sportovní gymnastka
- Hana Lundiaková (*1978), česká spisovatelka, písničkářka a publicistka
- Hana Maciuchová (1945–2021), česká herečka
- Hana Machková (*1958), česká ekonomka
- Hana Mandlíková (*1962), česká tenistka
- Hana Marvanová (*1962), česká právnička a politička
- Hana Mašková (1949–1972), česká krasobruslařka
- Hana Mašlíková (*1982), česká modelka a moderátorka
- Hana Mejdrová (1918–2011), česká historička a levicová intelektuálka
- Hana Meličková (1900–1978), slovenská herečka
- Hana Michlová (*1947), česká a československá politička Komunistické strany Československa a poslankyně Sněmovny národů Federálního shromáždění za normalizace
- Hana Monská (*1992), česká modelka
- Hana Moravcová (*1970), česká zdravotní sestra, podnikatelka a starostka městské části Praha 20-Horní Početnice od roku 2010
- Hana Moudrá (*1966), česká politička
- Hana Mudrová (*1959), česká novinářka a spisovatelka
- Hana Myslilová-Havlíková (1930–2014), československá hráčka basketbalu
- Hana Návratová (*1944), česká a československá politička
- Hana Nosková (1896 – 20. století) – česká malířka
- Hana Orgoníková (1946–2014), česká politička
- Hana Pinkavová (*1950), česká režisérka a scenáristka
- Hana Pinknerová (*1963), křesťansky orientovaná spisovatelka a publicistka
- Hana Pleskotová (*1953), česká a československá politička
- Hana Poláková (*1988), česká florbalová útočnice
- Hana Ponická (1922–2007), slovenská prozaička, překladatelka, publicistka a disidentka
- Hana Pražáková (1930–2010), česká spisovatelka
- Hana Preinhaelterová (*1938), česká bengalistka, anglistka, spisovatelka, překladatelka a vysokoškolská profesorka
- Hana Prošková (1924–2002), česká spisovatelka
- Hana Purkrábková (*1936), česká keramička a sochařka
- Hana Robinson (*1979), česká (moravská) zpěvačka, klavíristka a skladatelka
- Hana Růžičková (1941–1981), československá sportovní gymnastka
- Hana Rysová (*1945), česká fotografka
- Hana Sachsová (1907–1987), česká a československá politička
- Hana Scharffová – česká televizní redaktorka
- Hana Skalníková (*1982) – česká plážová volejbalistka
- Hana Skoumalová (1903–1999), česká překladatelka
- Hana Smekalová (1919–1978), mezinárodně proslulá herečka českého původu
- Hana Smičková-Látalová (*1958), umělecká ředitelka, choreografka a sólistka brněnského Tanečního divadla Mimi Fortunae
- Hana Sorrosová (*1958), česká textařka a překladatelka
- Hana Soukupová (*1985), česká modelka
- Hana Svobodová (*1988), česká modelka
- Hana Sweid (*1955), izraelský politik a poslanec Knesetu za stranu Chadaš
- Hana Šedivá (*1956), česká soudkyně a bývalá politička
- Hana Ševčíková (*1970), česká herečka
- Hana Škorpilová (*1940), česká novinářka a politička
- Hana Šromová (*1978), česká profesionální tenistka
- Hana Štěpánová (*1959), česká politička
- Hana Talpová (*1938), česká herečka a zpěvačka
- Hana Tenglerová (1947–2012), česká a československá politička
- Hana Tomanová (*1937), česká politička
- Hana Ulrychová (*1949), česká zpěvačka
- Hana Vacková (*1954), česká středoškolská učitelka a politička
- Hana Vagnerová (*1983), česká herečka
- Hana Věrná (*1989), česká produkční, příležitostná modelka
- Hana Veselá, československá krasobruslařka
- Hana Vítová (1914–1987), česká herečka a zpěvačka 30. a 40. let 20. století
- Hana Vláčilová (*1956), česká sólová tanečnice, baletní mistryně, choreografka a pedagožka
- Hana Vojtová (1871–1933), česká herečka
- Hana Volavková (1904–1985), česká historička umění, ředitelka Židovského muzea v Praze
- Hana Vovsová (*1966), česká spisovatelka
- Hana Vrbová (1929–1995), česká spisovatelka, redaktorka a překladatelka
- Hana Whitton (*1950), překladatelka z angličtiny a populární spisovatelka
- Hana Wichterlová (1903–1990), česká sochařka
- Hana Zagorová (1946–2022), česká zpěvačka, textařka, herečka a moderátorka
- Hana Zahradníčková (*1972), překladatelka, redaktorka, editorka a učitelka jazyků
- Hana Zaňáková (*1966), česká zpěvačka a herečka
- Hana Zarevúcká (*1961), československá hráčka basketbalu
- Hana Zelinová (1914–2004), slovenská spisovatelka a dramatička
- Hana Zobačová, česká pedagožka, poradce rodinné péče a autorka knih
- Hana Žantovská (1921–2004), česká redaktorka, spisovatelka a především překladatelka z angličtiny a němčiny
- Hana Želenská (1898–1952), česká operetní subreta

## Jiné Hany
- Hana (Lužické hory), vrch v Lužických horách
- Hanička (dělostřelecká tvrz)
- Hana a Hana, komiks vycházející v časopise Reflex v letech 2002–2008
- Hana a její bratři, první slovenský celovečerní film s gay tematikou
- Hana a její sestry, komedie scenáristy a režiséra Woodyho Allena z roku 1986
- Hana & Petr, exportní verze druhého studiového alba Hej dámy, děti a páni
- Hana ze sbírky Kytice, kompozice Štědrý den
- Hanička Suchá ze seriálu Ordinace v růžové zahradě 2
- hotel Hana ve Špindlerově Mlýně
- hotel Hanička ve Špindlerově Mlýně
- Hanka z filmu Kopretiny pro zámeckou paní